# Vassili Polenov
Vassili Dmitrievitch Polenov (en russe : Василий Дмитриевич Поленов), né le 20 mai 1844 (1er juin 1844 dans le calendrier grégorien) à Saint-Pétersbourg, mort le 18 juillet 1927 à Polenovo, près de Taroussa, est un peintre russe ayant appartenu au mouvement réaliste des Ambulants, dont les œuvres sont aujourd’hui conservées à Moscou et à Saint-Pétersbourg. Il a reçu en 1926 le titre honorifique d'artiste du peuple. Surnommé par ses contemporains le « Chevalier de la beauté », il incarnait à la fois une culture occidentale acquise pendant ses années en Europe et un héritage aristocratique russe, fin connaisseur de l’histoire et des origines de sa nation. 

## Enfance et famille
Vassili Polenov naît en 1844 dans une famille humaniste, savante et éprise d'art. Originaires de la région de Saint-Pétersbourg, les Polenov sont descendants de la vieille noblesse russe. Au travers des générations se transmettent alors ces qualités intellectuelles et artistiques: curiosité et soif de connaissance, pratique et passion pour la musique, le dessin et la peinture, importance de la pédagogie. Son arrière-grand-père déjà, Alexeï Polenov (1738-1816), penseur et juriste, prônait la suppression du servage et l'alphabétisation du peuple. 100 ans avant son abolition définitive par une décision d'Alexandre II en 1861, il avait rédigé un essai ayant pour devise : « Les bonnes mœurs valent mieux que les bonnes lois ». 
Son père, Dmitri Polenov (1806-1872) est archéologue, bibliographe et grand amateur d'art. Il faisait partie de l’Académie des Sciences et était devenu le secrétaire de la mission russe à Athènes pendant trois années. Il a fréquenté des artistes de son temps, tels le peintre Karl Brioullov et l'architecte Roman Kouzmine, épris par la richesse de l’Antiquité. Sa mère, Maria Polenova, née Voeïkova (1816-1895), est l'auteur d'un livre pour enfants à succès, L’été à Tsarskoïé Selo (1852), qu’elle a elle-même illustré. Plusieurs rééditions auront lieu au fil du temps avec des illustrations réalisées par ses enfants Vassili et Elena. Dans cet ouvrage, dont il ne reste plus qu’une seule édition conservée dans les archives de la Maison-Musée Polenovo, on découvre une famille modèle et des enfants respectueux, curieux et éduqués. Maria Polenova est également peintre-portraitiste, et suit notamment les cours d'un disciple de Brioullov. 
Sa propre mère, Véra Voéïkova (1792-1873) a été une grande source d’inspiration et de bonne éducation pour les enfants de par ses dispositions artistiques. À la suite de la mort de ses parents Véra a été éduquée par la femme du poète Gavrila Derjavine (1743-1816) et grandit avec les contes populaires russes mais aussi des cours de français. Son mari, Alexeï Voékov (1778-1825), le grand-père paternel de Vassili Polenov, a été général de division et héros de la guerre contre l’armée napoléonienne.
L’enfance du peintre se déroule en grande partie dans la propriété familiale d'Imotchentsy, en Carélie, proche de la frontière finlandaise. Cette région, connue pour ses grands lacs et sa flore spectaculaire, a nourri la fascination de la famille pour la nature. Vassili est l'aîné, avec sa sœur jumelle Vera (1844-1881), d'une fratrie de cinq enfants (Alexeï, 1845-1918 ; Constantin, 1848-1917; Elena, 1850-1898).

## Les années de formation
En 1860, Dmitri Polenov, son père archéologue, entreprend un grand voyage avec ses trois fils dans les villes historiques du nord de la Russie. Ils visitent notamment Moscou, Novgorod, Vladimir et Souzdal. Durant ce voyage, Vassili, âgé de 16 ans, est encouragé par son père à réaliser des esquisses des ruines et antiquités qu'ils découvrent et, par ce fait, à développer son talent artistique. Vassili suit les cours de Pavel Tchistiakov, puis, entre 1863 et 1871, étudie à l'Académie impériale des beaux-arts, où il rencontre Ilia Répine, qui fait partie de la même promotion que lui. Parallèlement à son cursus artistique, Vassili, pour répondre à des exigences sociales et suivre le modèle de ses aïeux, entreprend une formation juridique à l'Université de Saint-Pétersbourg, où il obtiendra un doctorat en droit De par cette double formation, il fait perdurer la tradition familiale tout en affirmant sa volonté de devenir un homme cultivé, au-delà de l’artiste.

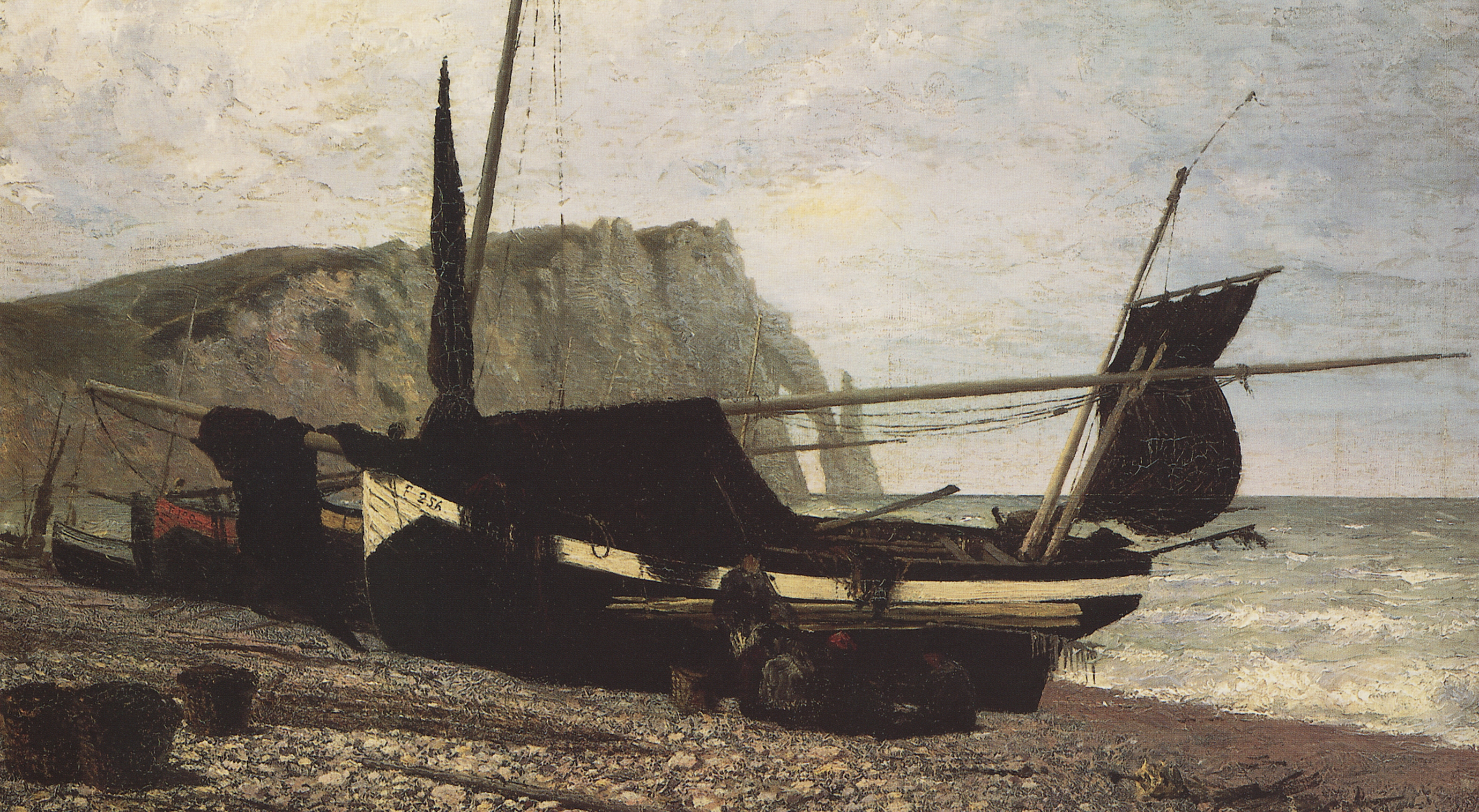
Barque de pêcheur Étretat en Normandie en 1874

Figurant parmi les meilleurs élèves de l'Académie impériale des beaux-arts, il reçoit la grande médaille d’or pour son tableau La Résurrection de la fille de Jaïre (1871, Musée de l’Académie des Beaux-Arts, Saint-Pétersbourg). Cette œuvre lui a permis d’aborder pour la première fois dans un cadre académique la représentation du Christ, thème pour lequel le jeune artiste avait un profond intérêt  Le prix qu’il a reçu pour ce tableau lui a permis, avec les autres lauréats, de devenir pensionnaire (boursier) à l'étranger aux frais de l’État. Il voyagera quatre ans. A la fin de l’été 1872, Vassili Polenov traverse l’Allemagne et la Suisse avant de s’installer à Venise puis à Rome, l’année suivante. Son séjour italien ne le stimule pas, il manque d’inspiration et travaille très peu. Cependant il y fera deux rencontres majeures dans sa vie, qui marqueront son oeuvre. Dans la « Ville éternelle », il tombe amoureux de la jeune Maroussia Obolenskaïa, qui décède tragiquement la même année de la rougeole . Cependant, Rome est aussi le théâtre d’une rencontre fructueuse et passionnante : Savva Mamontov (1841-1918), un riche entrepreneur, amoureux des arts et mécène. Ensemble, en Italie, ils ébauchent le projet de créer un cercle d’artistes pluridisciplinaires. Le domaine de Mamontov à Abramtsevo semble être le lieu idéal pour aménager les ateliers d’artistes et un théâtre .  
C’est aussi en Italie que se confirme sa passion et son admiration pour le peintre Paul Véronèse (1528-1588), grand coloriste du siècle d’or vénitien . Vassili Polenov dira à son égard : « Il a quelque chose d’attirant, qui rend amoureux de son art ; on sent le goût de la vie dans les gens qu’il peint ». Il fera d’ailleurs l’acquisition de l’une de ses esquisses, La Lutte de Jacob avec l’Ange, qu’il conservera plus tard dans la bibliothèque de la maison-musée.
La deuxième étape majeure de son séjour en Europe sera en France, à Paris puis en Normandie. C’est à Montmartre au 72 rue Blanche puis au 13 rue Véron qu’il établira son atelier dès l’automne 1873. A Paris, il se joint à des cercles d’artistes russes dont Ilia Repine, chez qui il séjournera le temps d’aménager son propre espace. Il fréquente aussi Alexeï Bogolioubov (1824-1896), peintre officiel de la Marine russe mais aussi chargé de l’orientation des jeunes pensionnaires de l’Académie impériale en France. Il joue un rôle capital dans la carrière des jeunes artistes car il se charge de leur trouver des clients et les présente aux cercles restreints du monde artistique parisien. Tous les mardis, le précepteur se charge d’organiser des ateliers de céramique et d’eau-forte tout en réunissant peintres, écrivains et chanteurs. La création de céramiques peintes étaient aussi un moyen satisfaisant d’acquérir des revenus supplémentaires pour les boursiers, car ces objets étaient très prisés dans la capitale française. Ces réunions russes étaient principalement composées des peintres Ilia Repine, Vassili Polenov, Constantine Savitski, Alexandre Beggrov, Nikolaï Dmitriev-Orenbourgski, Pentaleon Schyndler, Alexeï Harlamov et Mikhaïl Dolivo-Dobrovolski. 
Durant ces années, le peintre s’essaye à tous les genres pour trouver son véritable talent. Il peint des scènes historiques (L'Arrestation de la huguenote, grâce auquel il obtiendra le titre d'académicien), des natures mortes, des portraits et de nombreux paysages normands. À son retour de voyage, il fait un constat décisif pour sa carrière : « Là-bas, je me suis essayé à tous les genres de peinture […], et j'en suis arrivé à la conclusion que j'ai surtout du talent pour les paysages et les scènes de la vie quotidienne, que je vais exploiter à l'avenir. »
A l’été 1874, Ilia Repine et Vassili Polenov suivent le conseil de leur précepteur Bogolioubov de partir en Normandie à la recherche d’impressions spontanées et de travail en plein air. Ils passent plusieurs mois en compagnie d’autres artistes russes à Veules-les-Roses dans un cadre alliant falaises en bord de mer et campagne Suivant l’influence de l'École de Barbizon, les peintres s’adonnent à la pratique en extérieur. Il complétera son œuvre européenne en retournant à Paris, s'adonnant à des sujets historiques après cette période capitale dans sa carrière de paysages normands. Ses peintures traduisent sa sensibilité et sa délicatesse, alliant harmonie et apaisement mais aussi nostalgie.
La pensionnat européen de Vassili Polenov prend fin prématurément du fait de la guerre russo-ottomane. En 1876, il s’engage dans l’armée pour soutenir les troupes contre le joug ottoman et en 1877 il est envoyé au front en qualité de peintre de guerre. Cette expérience lui a notamment inspiré Cimetière musulman (1876).

## Le mouvement des Ambulants et le cercle d'Abramtsevo

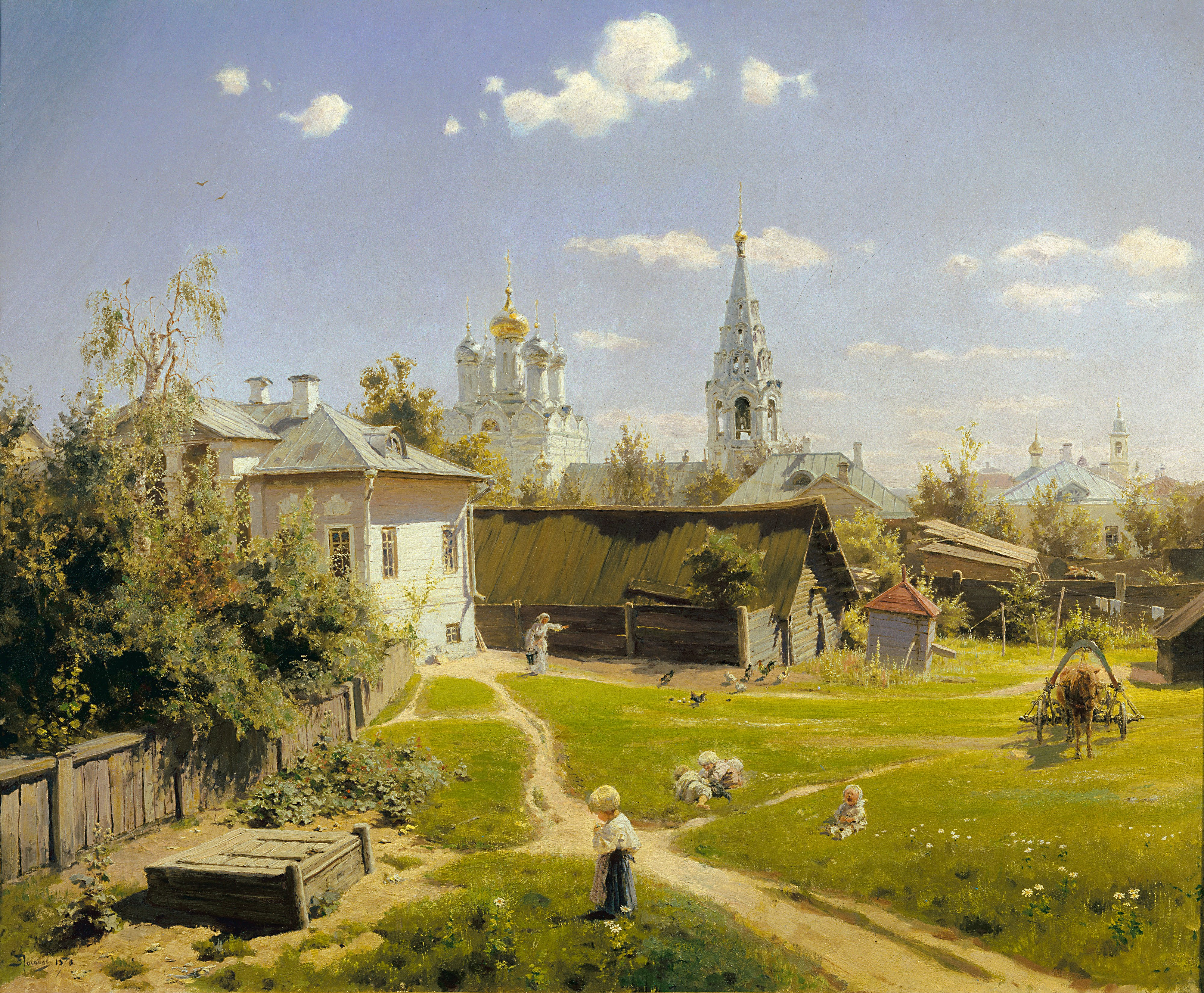
Cour à Moscou (Polenov, 1878) - Google Art Project.

Au retour du front et de son important poste auprès de l'état major, Polenov s'installe à Moscou et se voit dorénavant libéré de ses obligations envers l'Académie impériale des beaux-arts. A cette époque, il peint alors de nombreuses scènes de vie quotidienne dans lesquelles s'exprime la joie d'être rentré au pays. Par exemple Courette moscovite (ou Cour à Moscou) (1878)  représente la vue depuis son appartement de Troubnikovski, dans le quartier de l’Arbat, à Moscou. La représentation de la vie moscovite dans ce tableau de 1878 a suscité, dès l’époque, un grand enthousiasme. La représentation de la vie quotidienne russe était renouvelée. La toile a été achetée par Pavel Tretiakov et fait encore l’objet d’études dans des livres d’histoire de l’art. Loin des représentations épiques, pathétiques ou nostalgiques, chères au style russe, Vassili Polenov a su donner à voir la vie de manière lumineuse, simple et harmonieuse 
C'est à cette période que son travail est repéré par Vladimir Stassov, partisan de la société des expositions ambulantes (les Ambulants) à laquelle il adhère. Ce mouvement artistique est né de l’envie de rompre avec les thèmes imposés par l'Académie afin de mieux représenter les préoccupations contemporaines. De plus, ses adhérents promeuvent une plus grande accessibilité de l'art auprès du peuple en organisant des expositions itinérantes (sans se limiter aux centres artistiques que sont Moscou et Saint-Pétersbourg).  Par leur peinture éminemment réaliste, ils cherchent à dénoncer les conditions de vie de la population russe et à faire la promotion d’une plus grande alphabétisation.

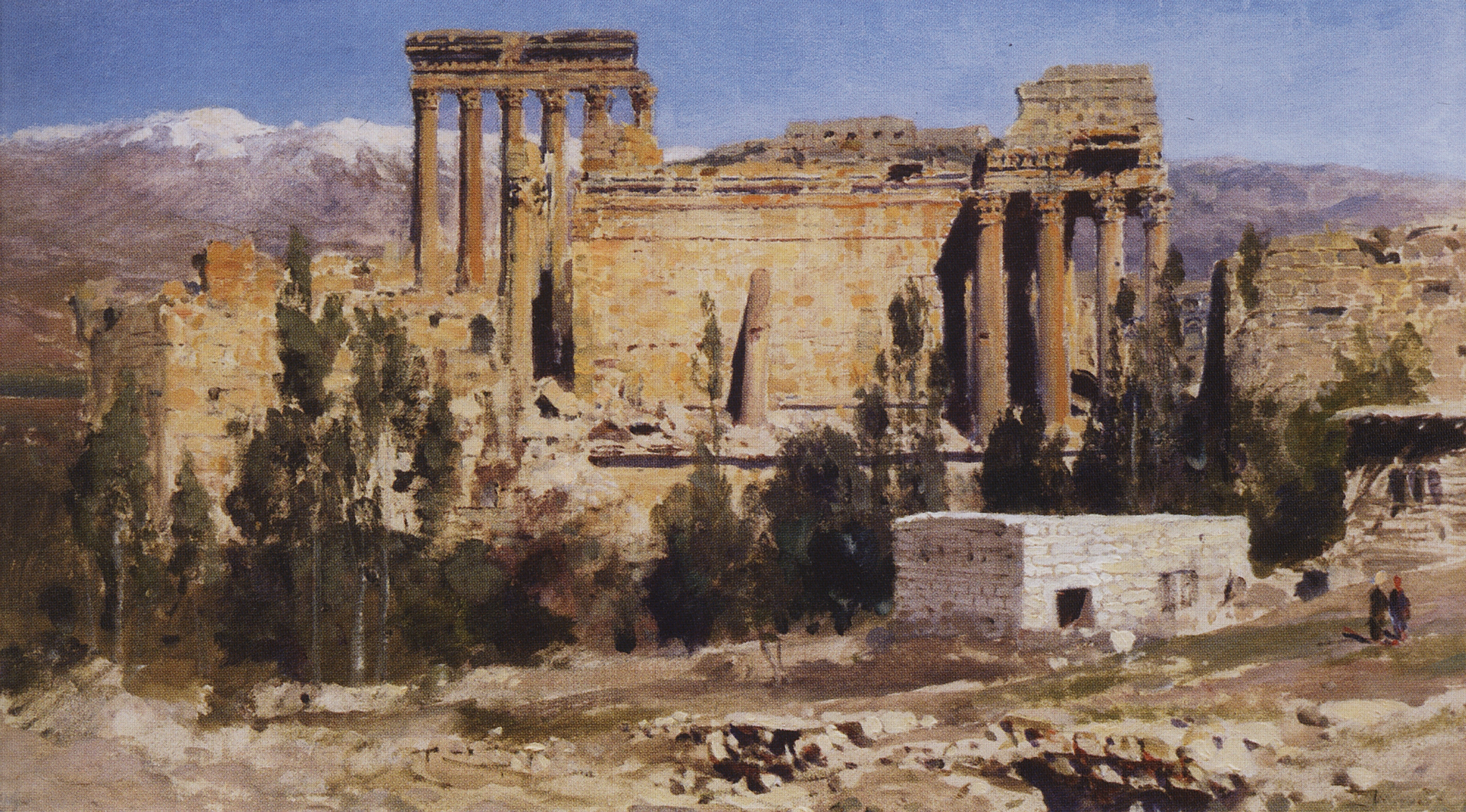
Baalbek 1882, temple de Jupiter et du Soleil.

Durant cette décennie 1880, il se met à fréquenter le cercle d'Abramtsevo. Le nom vient du village où se trouve la propriété de Savva Mamontov, riche industriel devenu mécène de par sa fortune et sa passion pour les arts. Dans ce domaine, se rassemblent et se rencontrent des artistes de tous horizons et disciplines artistiques. L’essence même de cet endroit est de donner vie à un lieu où chacun est libre de créer, s’affranchissant des canons esthétiques académiques. Savva Mamontov s’inspire de l’art traditionnel et du folklore pour animer ces ateliers .
On y pratique la peinture, l'architecture, la musique mais aussi des arts décoratifs et populaires comme l'ébénisterie et la céramique. Le cercle réunissait, outre Polenov, Répine, Viktor Vasnetsov, Constantin Korovine, Mikhaïl Vroubel, Elena Polenova (la jeune sœur de Polenov, brillante aquarelliste), Mikhaïl Nesterov, Maria Iakountchikova (future belle-sœur de l'artiste)…
Nombre de peintures sur le motif sont créées à Abramtsevo, ce qui lui vaut le surnom de « Barbizon russe ». Le style néo-russe est né au sein du domaine, prémices de l’Art Nouveau national. Polenov y peint entre autres Abramtsevo, L'Allée de bouleaux dans le parc, En barque (1880) |, La Voria (1881) et L'Étang du haut à Abramtsevo (1882). C'est là aussi qu'il fait la connaissance de sa future femme, Natalia (1858-1931), sœur de Maria Iakountchikova.

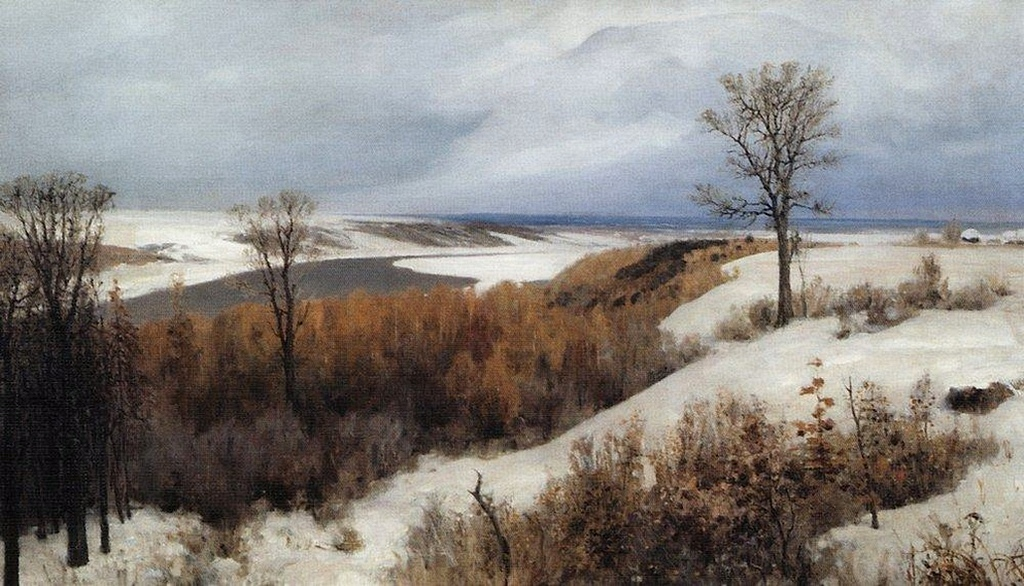
Première Neige. Bekhovo. 1891.

Un théâtre y est aussi conçu, et Vassili Polenov participe activement à la création des décors et des costumes. Polenov utilise une technique assez révolutionnaire pour l’époque lorsqu’il compose la scénographie. Au lieu d’utiliser des châssis coulissants pour la perspective, il n’utilise qu'une toile de fond, elle-même peinte en perspective.
En 1881, Polenov entreprend un voyage au Moyen-Orient et en Égypte en vue de travailler sur le thème biblique. Il espère y trouver des détails de la vie quotidienne et des paysages qui lui inspireront la représentation de la vie du Christ. Il peindra son œuvre la plus célèbre sur ce thème, Le Christ et la femme adultère. Ce tableau est considéré comme l’œuvre de sa vie aussi bien pour avoir été un aboutissement dans son parcours artistique que pour la réalisation de ses vœux les plus chers. Il réalise tout d'abord une étude préparatoire de taille réelle dans l'hôtel particulier de Savva Mamontov à Moscou avant de peindre directement la toile qui fera partie de la quinzième exposition ambulante de l’hiver 1887. C’est alors Alexandre III qui s’en portera acquéreur, offrant dès lors une aisance financière à l'artiste 
De 1883 à 1895, Polenov enseigne à l'École de peinture, de sculpture et d'architecture de Moscou . Ses élèves les plus talentueux sont: Abram Arkhipov, Isaac Levitan, Constantin Korovine et Alexandre Golovine. L’artiste portait une grande importance à l’enseignement de la technique, étant très exigeant sur la qualité des couleurs et des toiles. En 1893, il devient membre de l'Académie des beaux-arts de Saint-Pétersbourg .

## La maison-musée Polenovo, œuvre vivante

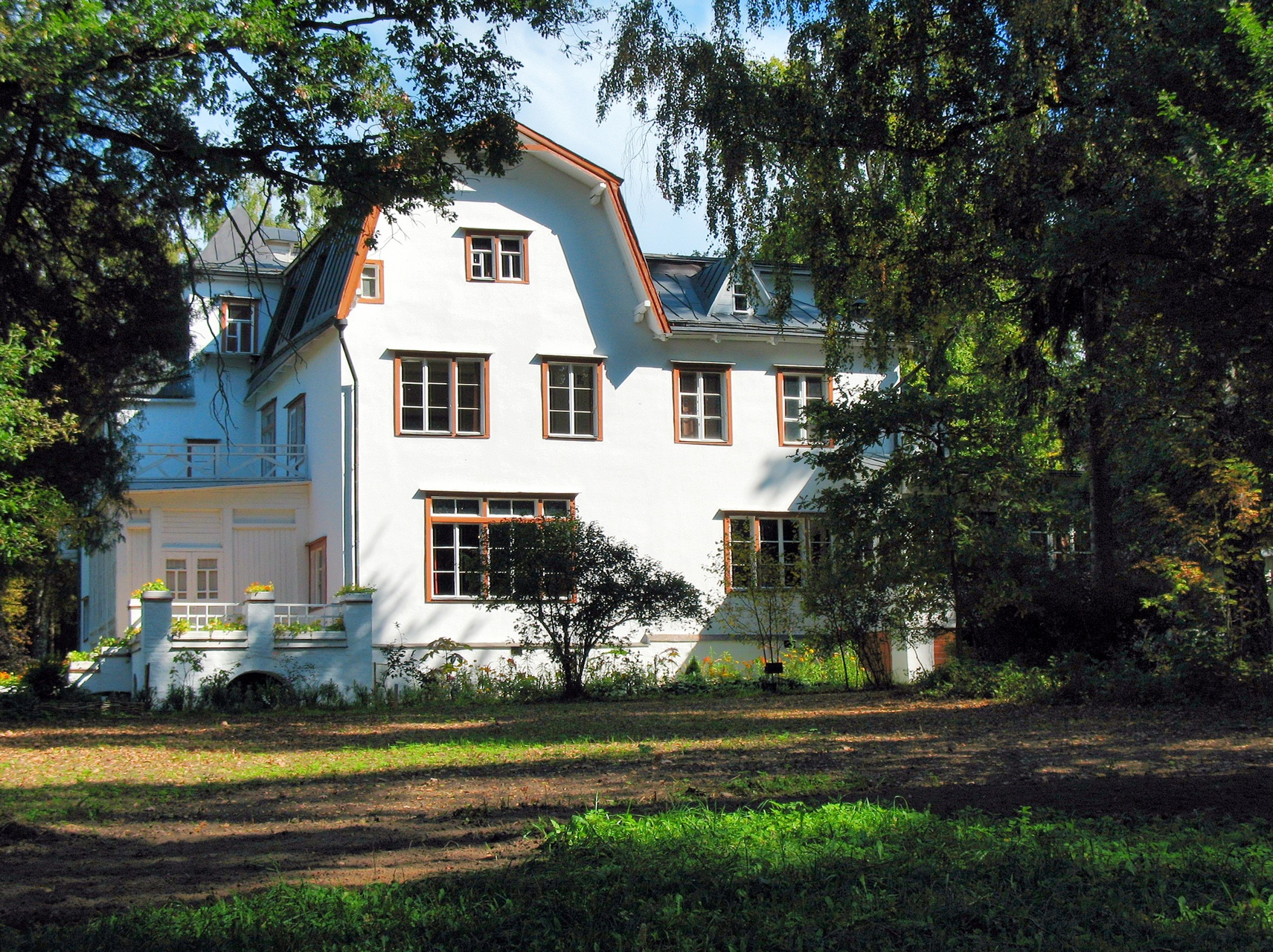
Le musée de Polenovo.

À la fin des années 1880, Polenov se prend à rêver d'une maison-musée à la campagne. Il veut en faire un lieu de création, d’éducation mais aussi un lieu dans lequel il pourrait exposer les collections archéologiques et artistiques réunies par sa famille. En 1889, il effectue un séjour dans les environs de Taroussa, à 130 km au sud de Moscou, avec son ami et disciple Constantin Korovine. Il décide que ce sera là, sur les rives de la rivière Oka, que se réalisera son rêve. Grâce à l'achat par le tsar Alexandre III de sa toile Le Christ et la femme adultère (1884) pour la somme, faramineuse à l'époque, de 30 000 roubles, il fait l'acquisition d'une colline sableuse surplombant cette rivière, non loin du petit village de Bekhovo.
La maison, construite suivant le modèle de la maison de son enfance à Imotchentsy, est achevée en 1892. C'est un grand bâtiment en bois de trois étages. Il réalise lui-même les plans et le style général s’approche de l’Art Nouveau, qu'il qualifie de « scandinave », mélangeant architecture romane et gothique mais aussi médiévale occidentale. De l’extérieur, la maison reste très originale en multipliant les volumes et les façades, faisant varier les toits et les fenêtres. Le rez-de-chaussée est occupé par les salles communes (bibliothèque, galerie de peinture, salle de jeux). Dans les étages supérieurs se trouvent les pièces de vie, l'atelier de Polenov et le bureau de sa femme. De grandes ouvertures sont aménagées pour pouvoir admirer la vue sur l'Oka et sur Taroussa à l’époque. Depuis, les arbres plantés par l’artiste, ses enfants et paysans locaux ferment un peu plus la vue mais offrent une forêt dense et diverse en espèces. Ce sont principalement des pins qui ont grandi sur cette terre sablonneuse. Petit à petit sont construites des annexes : une remise à charrette, des écuries, une maison pour les ouvriers, « l’amirauté », destinée à abriter les bateaux, la salle destinée au diorama, une petite isba pour les enfants, et enfin l'atelier définitif de Polenov, « l’abbaye », une grande bâtisse en brique servant aussi pour les représentations théâtrales.
Suivant la tradition humaniste familiale, les Polenov entreprennent d'améliorer le sort des populations de la région. Frappés par l'état pitoyable des écoles et les conditions de vie difficiles des instituteurs, ils font construire deux écoles et organisent des sorties culturelles à Moscou pour les enseignants. Pour répondre aux besoins des paysans, ils font aussi construire une église dont Polenov est l’architecte. Les enfants des villages voisins sont régulièrement invités à des représentations théâtrales données dans le domaine, appelé alors « Borok ». En 1918, après la Révolution, la maison-musée devient le premier musée national et se voit rebaptisé Polenovo à la mort de l'artiste, en 1927. Son nom officiel est aujourd'hui Musée-mémorial des arts et d'histoire et réserve naturelle Vassili Dmitrievitch Polenov.

## Œuvres
Les principales œuvres de Polenov sont :
- Le Cheval blanc (1874, musée Polenov, Polenovo),
- L'Arrestation de la huguenote (1875, Musée russe, Saint-Petersbourg),
- Cour à Moscou (1878, galerie Tretiakov, Moscou),
- Étang envahi par les herbes (1880, galerie Tretiakov, Moscou),
- Automne à Abramtsevo (1890, musée Polenov, Polenovo),
- Le Christ et la femme adultère (1884, Musée russe, Saint-Petersbourg),
- Première neige (1891, galerie Tretiakov, Moscou),
- Automne doré (Polenov) (1893, musée Polenov, Polenovo).
- Parmi les docteurs (1896, Galerie Tretiakov).